# Tomislav Maretić
Tomislav Maretić (Verőce, 1854. december 13. – Zágráb, 1938. január 15.), horvát nyelvész, lexikográfus, akadémikus, egyetemi tanár, a Horvát Tudományos és Művészeti Akadémia elnöke.

## Élete
Az elemi iskolát Verőcén, a középiskolát Varasdon és Pozsegán végezte, majd a zágrábi Klasszikus Gimnáziumban érettségizett 1875-ben. Ezt követően a Zágrábi Egyetemre járt, ahol szlavisztika és klasszika filológia szakon végzett, hároméves képzésben (triennálé). 1878-ban görög és latin szakból, segédszakként pedig horvátból letette a középiskolai tanári vizsgát. 1877-től helyettesítő tanár a zágrábi klasszikus gimnáziumban.  1883-ban doktorált szlavisztikai és filozófiai szakon „A horvát, illetve a szerb nyelv egyes mennyiségi és akcentusbeli jelenségeiről” című disszertációjának megvédésével. Ezt követően Lipcsében és Prágában tanult. 1886-ban Zágrábban a szlavisztikai egyetemi docenssé nevezték ki. 1890-től egyetemi rendes tanár, és az akadémia rendes tagja. 1892-ben az Unionista Magyar Párt listáján a gospići, 1900-ban pedig a szluini kerület képviselőjévé választották. 1915 és 1918 között a Horvát Tudományos és Művészeti Akadémia elnöke volt.

## Tudományos munkássága
Már középiskolásként irodalmi műveket publikált (melyeket Tomislav néven írt). Az 1880-as években a horvát helyesírási kérdéseknek szentelte figyelmét, amelyekről több olyan közleménye jelent meg (például „A latin betűs horvát helyesírás története” című tanulmány), amelyek előkészítették a terepet a fonológiai koncepciójú helyesírás bevezetéséhez. Ez a szláv nyelvek között egyedülálló tanulmány az 1495-től 1835-ig terjedő időszak 95 horvát írójának nyelvével foglalkozik, minden horvát régióból a Zagorjétől és Muraköztől Bácskáig, az Isztriáig, Dubrovnikig, Boszniáig és Bokáig a što, a kaj és a ča nyelvjárásból egyaránt. A 19. század végén két nyelvtant adott ki: egy akadémiait („A horvát és a szerb irodalmi nyelv nyelvtana és stilisztikája”) és egy gimnáziumi nyelvtant („Horvát nyelvtan az alsó középiskolák számára”), mellyekkel a horvát nyelv grammatikai (morfoszintaktikai) normáját teljesen az új što dialektusok felé irányította, olyan művek felhasználásával, amelyek az akkori horvát nyelvi helyzetet egyáltalán nem reprezentálták. Egyben ezek a nyelvtanok jelentették a végső konfrontációt a zágrábi filológiai iskola általánosan elfogadott horvát nyelvének nyelvi felfogásával. Maretić Ivan Broz mellett az első štoista puristák közé tartozott (a što nyelvjárásból amennyit csak lehetett, a kaj és a ča nyelvjárásokból pedig a lehető legkevesebbet alkalmazták az ún. idealizált népnyelvben).
A 20. század nagy részében Maretić nyelvtana volt a horvát nyelvi norma alapja és a fő nyelvi kézikönyv tanulók és hallgatók generációi számára. Már közvetlenül a megjelenése után bírálták, mert nem a horvát irodalomra, hanem főként Vuk Stefanović Karadžić és Đuro Daničić népdalaira és műveire épült. Fiatal nyelvtudósként Maretić nem különböztette meg az irodalmi nyelvet a nyelvjárási alapjaitól, és nem vette figyelembe a horvát irodalmi nyelv évszázados fejlődését és az előtte számos nyelvtanban kidolgozott normatív egységesítését. „Horvát vagy szerb nyelvi tanácsadója” (1924) című műve az új štoista purizmus gyümölcse volt, mely évtizedeken át volt a lexikális szabványosítás és nyelvi tanácsadás alapja.
Klasszikus műfordításai közül különösen nagyra értékelik az Odüsszeia (1882) és az Iliasz (1883) fordításait. Bár ezt gyakran vitatják, Maretić az egyik legnagyobb horvát nyelvész volt mind munkásságában, mind a horvát nyelvészetre mint fő nyelvészeti irányzatra hosszú ideig gyakorolt hatásában.

## Főbb művei
- Lekcionarij Bernarda Spljećanina, JAZU, Zagreb, 1885
- Nov prilog za istoriju akcentuacije hrvatske ili srpske, JAZU, Zagreb, 1885
- O narodnim imenima i prezimenima u Hrvata i Srba, JAZU, Zagreb, 1886
- Veznici u slovenskijem jezicima, JAZU, Zagreb, 1887
- Slaveni u davnini, Matica hrvatska, Zagreb, 1889
- Kosovski junaci i događaji u narodnoj epici, JAZU, Zagreb, 1889
- Istorija hrvatskoga pravopisa latinskijem slovima, JAZU, Zagreb, 1889
- Slavenski nominalni akcenat s obzirom na litavski, grčki i staroindijski, JAZU, Zagreb,1890
- Život i književni rad Franje Miklošića, JAZU, Zagreb, 1892
- Gramatika hrvatskoga jezika za niže razrede srednjih škola, Kugli, Zagreb, 1899
- Gramatika i stilistika hrvatskoga ili srpskoga književnog jezika, Kugli, Zagreb, 1899
- I. S. Turgenjev u hrvatskim i srpskim prijevodima, JAZU, Zagreb, 1904
- Rječnik hrvatskoga ili srpskoga jezika
- Metrika narodnih naših pjesama, JAZU, Zagreb, 1907
- Naša narodna epika, JAZU, Zagreb, 1909
- Jezik slavonskijeh pisaca, JAZU, 1910
- Jezik dalmatinskijeh pisaca XVIII. vijeka, JAZU, Zagreb, 1916
- Hrvatski ili srpski «jezični savjetnik», Jugoslavenska njiva, Zagreb, 1923
- Metrika muslimanske narodne epike, JAZU, Zagreb, 1936

## Fordítás
Ez a szócikk részben vagy egészben  a   Tomislav Maretić című horvát Wikipédia-szócikk ezen változatának fordításán alapul.  Az eredeti cikk szerkesztőit annak laptörténete sorolja fel. Ez a jelzés csupán a megfogalmazás eredetét és a szerzői jogokat jelzi, nem szolgál a cikkben szereplő információk forrásmegjelöléseként.